# ランドマン (テレビドラマ)
『ランドマン』（原題：Landman）は、テイラー・シェリダンとクリスチャン・ウォレスが制作したアメリカのテレビドラマシリーズ。ウォレスが司会を務めるポッドキャスト『Boomtown』にインスピレーションを得たものである。2024年11月17日にParamount+で初公開された。日本でも、2025年1月17日からParamount+で配信された。

## キャスト
※括弧内は日本語吹替。
トミー・ノリス
演 - ビリー・ボブ・ソーントン（家中宏）
アンジェラ・ノリス
演 - アリ・ラーター（本田貴子）
トミーの元妻。
クーパー・ノリス
演 - ジェイコブ・ロフランド（宮崎遊）
トミーとアンジェラの息子。
エインズリー・ノリス
演 - ミシェル・ランドルフ（千本木彩花）
トミーとアンジェラの娘、クーパーの妹。
アリアナ・メディナ
演 - パウリナ・チャベス（神戸光歩）
エルヴィオの妻。
レベッカ・ファルコーネ
演 - ケイラ・ウォレス（田所あずさ）
弁護士。
ウォルト・ジョーバーグ保安官
演 - マーク・コリー（辻親八）
デール・ブラッドリー
演 - ジェームズ・ジョーダン
キャミ・ミラー
演 - デミ・ムーア（深見梨加）
モンティの妻、トミーの友人。
モンティ・ミラー
演 - ジョン・ハム（藤真秀）
M-Texのオーナー。

### リカーリング
ネイサン
演 - コルム・フィオール（相樂真太郎）
石油会社の弁護士兼管理者。
ヒメネス
演 - アレックス・メラス（江頭宏哉）
国際麻薬カルテルのマネージャー。

### ゲスト
アルマンド・メディナ
演 - マイケル・ペーニャ
クーパーを訓練する石油採掘作業員のリーダー。シーズン1#1に出演。
ルイス・メディナ
演 - エミリオ・リヴェラ（武田太一）
石油採掘作業員、アルマンドとエルヴィオの叔父。シーズン1#1に出演。
エリー
演 - ロビン・ライヴリー（北煬子）
パッチカフェのウェイトレス。
マヌエル・ロペス
演 - J・R・ビジャレアル（秋葉恭平）
ボスの石油クルーのもう一人の仲間。
ライダー・サンプソン
演 - ミッチェル・スラッガート（鈴木崚汰）
エインズリーの新しいボーイフレンド。
テキサス州知事
演 - マクスウェル・コールフィールド（牛山茂）
シーズン1#8に出演。
アイビー大佐
演 - ベン・ブラウダー（山中誠也）
ジェリー・ジョーンズ
演 - ジェリー・ジョーンズ（佐々木梅治）
シーズン1#9に出演。
ペリー・ハーディン
演 - ティム・デザーン（及川いぞう）
枯渇した油井の所有者。シーズン1#9に出演。
メル
演 - マット・ピーターズ（山田浩貴）
ストリップクラブのオーナー。シーズン1#9に出演。
マイケルズ医師
演 - マイケル・トウ
モンティの心臓外科医。シーズン1#10に出演。
アラン
演 - ジム・メスキメン
モンティの個人弁護士。シーズン1#10に出演。
ガリーノ
演 - アンディ・ガルシア（相沢まさき）
ヒメネスのカルテルのボス。シーズン1#10に出演。

## 製作

### 企画
2022年2月、Paramount+はポッドキャスト「Boomtown」にインスパイアされたテレビシリーズ「Landman」を脚本家のテイラー・シェリダンに発注した。ビリー・ボブ・ソーントンが主演を務める。2023年5月、ジェイコブ・ロフランド、アリ・ラーター、ミシェル・ランドルフがシリーズに加わった。2024年1月、ケイラ・ウォレス、ジェームズ・ジョーダン、マーク・コリー、パウリナ・チャベスがシリーズのレギュラーとしてシリーズに加わった。2024年2月、ジョン・ハムがシリーズに加わったと報じられた。2024年4月、オクタビオ・ロドリゲスとJ・R・ビジャレアルがシリーズにリカーリングのキャラクターとして加わったと報じられた。
2024年5月、デミ・ムーアはシリーズが第2シーズンの制作を決定し、2025年初頭に制作が開始されることを確認した。

### 撮影
撮影は2024年2月にテキサス州フォートワースとその周辺で始まり、2024年6月に終了した。